# Il pianeta selvaggio
Il pianeta selvaggio (La Planète sauvage) è un film d'animazione del 1973 disegnato da Roland Topor che l'ha sceneggiato assieme al regista René Laloux. Fu prodotto nel 1973, tra gli altri, da Roger Corman. Tratto dal romanzo breve di fantascienza Homo Domesticus (Oms en série, 1957) di Stefan Wul, il film è noto per le immagini surreali di ambientazioni e creature.
Viene considerato uno dei primi esempi di film in cui viene introdotto il tema dell'antispecismo, rovesciando la classica prospettiva secondo la quale la specie umana sarebbe la più evoluta, e quindi la più importante, di tutte le specie.
Fu presentato in concorso al 26º Festival di Cannes.

## Trama
Terr è un Om domestico (umano domestico), adottato da Tiwa, una Draag, dopo che dei piccoli Draag per giocare hanno ucciso sua madre. I Draag sono alieni dalla pelle blu, alti decine di metri e che abitano un pianeta di nome Ygam che ha, quale suo unico satellite, quello che viene chiamato il pianeta selvaggio, da cui sono stati prelevati gli stessi umani.
I Draag trattano gli Oms come animali domestici e li donano ai loro bambini per giocarci, tenendoli sotto controllo con dei collari. I Draag hanno una vita molto più longeva degli umani, poiché una loro settimana equivale a un anno di questi ultimi.  Maestro Simon, padre di Tiwa nonché attuale sovrano dei Draag, mostra durante le riunioni dei grandi capi della civiltà, delle immagini di ruderi sul pianeta selvaggio di quella che sembra essere stata un'antica civiltà, molto probabilmente umana, spiegando che la loro civiltà giunse lì poiché delle enormi esplosioni attirarono l'attenzione dei Draag. Molto probabilmente, una grande guerra sconvolse la civiltà umana riportandola all'età della pietra, facendogli dimenticare che una volta erano una civiltà molto progredita: nessun umano infatti sembra ricordare il passato dei propri antenati. 
Terr impara in fretta come sopravvivere nel mondo dei Draag mantenendo le apparenze di un animale ingenuo. Tiwa tiene molto a lui e non se ne separa quasi mai, tenendolo anche mentre apprende con il suo induttore della conoscenza, un macchinario che istruisce i Draag sulla storia e le scienze. Un giorno Terr a causa di un malfunzionamento del suo collare scopre di poter riuscire a collegarsi e ad imparare attraverso il macchinario che istruisce la sua padrona. Passato ormai abbastanza tempo Terr decide quindi di scappare durante una sessione di "meditazione" (in cui le menti dei Draag si staccano dal loro corpo) e si unisce ad un gruppo di umani selvatici che trovò rifugio in un campo giochi di bambini Draag abbandonato. 
Odiato inizialmente per la sua istruzione, presto le sue conoscenze si rivelano essenziali alla sopravvivenza della sua specie. Tramite l'induttore rubato, gli umani iniziano così ad imparare la cultura dei Draag risvegliando le capacità cognitive perse nei secoli addietro e ciò permette loro di rubare più facilmente ciò che serve per sopravvivere. Nei primi giorni di permanenza nell'albero, Terr una notte scopre il rituale d'unione degli uomini: una fila di uomini e donne prendono dallo stregone, una pastiglia che li fa diventare luminosi. Le donne spogliatesi iniziano a correre inseguite poco dopo dagli uomini e si uniscono a loro nella notte in varie parti del parco. Un giorno tuttavia, sul muro del parco dove essi abitano, trovano una scritta Draag e, riuscendo adesso a decifrarla scoprono che questi ultimi intendono fare una "deumanizzazione": I Draag vogliono infatti eliminare gli Oms selvaggi che rovinano i campi e rubano le merci, ma che soprattutto si riproducono molto velocemente rispetto a loro. Il mattino prima della partenza, i Draag entrano nel parco e tramite delle macchine iniziano a spargere dischi che spargono del fumo velenoso che uccide decine di umani. Terr e il suo gruppo riescono a portare via l'induttore e uscire dal parco prima che sia troppo tardi. In quel momento arrivano due Draag che, infastiditi dagli umani sul marciapiede, decidono di calpestarli per ridurne il numero. Gli umani, stanchi e furiosi per quello che è stato fatto loro, attaccano i Draag e riescono infine a buttarne a terra uno dei due e ad ucciderlo. Il Draag sopravvissuto, rimasto sconvolto e terrorizzato per quanto successo, riesce infine a scappare.
L'anziana umana del gruppo li convince a proseguire poiché presto sarebbero arrivati altri Draag, affermando di conoscere un posto dove potersi nascondere. Guidati dalla donna i superstiti riescono a fuggire, e durante il tragitto altri umani selvatici si uniscono al gruppo, arrivando infine in un cimitero di astronavi dei Draag. Intanto nella civiltà dei Draag, maestro Simon e gli altri capi discutono stupiti e sconvolti per quanto accaduto,  e comprendono come, nonostante le loro dimensioni, essi siano fisicamente più deboli rispetto agli umani. I capi propongono di eseguire una grande deumanizzazione, che comprende anche l'uccisione degli umani domestici ritenuti pericolosi, poiché molti di questi scappano unendosi agli umani selvaggi. 
Dopo questi fatti, passano quindici anni e gli Oms, grazie al macchinario per l'istruzione, diventano istruiti e particolarmente intelligenti. Riuscendo ad adattare la tecnologia Draag ai loro bisogni, costruiscono così due astronavi per migrare sul Pianeta Selvaggio, proprio prima che una nuova campagna di sterminio potesse annientarli del tutto. Una volta giunti sul Pianeta proibito scoprono delle grandi statue maschili e femminili senza testa. In quel mentre arrivano le menti dei Draag in meditazione che, associatesi con i corpi acefali maschili e femminili, eseguono una strana unione da cui traggono gli influssi energetici necessari alla generazione della prole Draag e alla sopravvivenza della propria specie.
Impauriti per il rischio che le statue possano calpestare le loro astronavi, gli umani sparano con dei raggi laser e, con grande sorpresa, scoprono che questi corpi alieni sono fragili come il cristallo riuscendo a distruggerli. Tale evento si ripercuote anche sulla popolazione dei Draag, molti dei quali in meditazione perdono la propria mente che era appunto fissata ai corpi ora distrutti sul pianeta selvaggio. Il pianeta Draag cade nel più totale caos, poiché gli umani avevano scoperto il loro punto più vulnerabile. La grande deumanizzazione si interrompe e i Draag sono consapevoli che la loro civiltà sta per essere distrutta poiché gli umani intendono vendicarsi per quello che è stato fatto loro. Maestro Simon riesce a calmare il suo popolo e gli umani con Terr in ascolto, convincendo i due popoli che si può vivere insieme reciprocamente. In questo modo viene costruito un satellite artificiale dagli Oms, che chiamano Terra, su cui questi si trasferiscono per vivere in pace.

## Distribuzione
Il film fu prodotto nel 1963 ma rimase non distribuito per un decennio.

## Critica
Fantafilm lo definisce uno "splendido lungometraggio di animazione che costituisce un fenomeno più unico che raro nel panorama del cinema di fantascienza. Poco apprezzato oltreoceano [...] si è invece guadagnato in Europa una folta schiera di estimatori che lo hanno considerato un piccolo classico."
Nel 2023 esce il libro di Fabrice Blin e Xavier Kawa-Topor dal titolo L'Odyssée de La Planète sauvage che racconta le vicissitudini della produzione  del film, dove, come è citato su Cahiers du cinéma nella recensione che la rivista dedica al libro e all'opera, vi è una divisione del lavoro tra i due autori, Topor curando lo spazio e Laloux pensando in termini di ritmo, creando così un tempo che è quello del film di animazione, un tempo puro che non esiste al di fuori di se stesso.

## Riconoscimenti
- 1973 - Festival di Cannes
  - Premio speciale

## Influenza culturale
- Nel film The Cell - La cellula vengono mostrate diverse immagini tratte da questo film.
- Immagini tratte dal film sono utilizzate dalla band irlandese Solar Bears nel videoclip della canzone Dolls.
- I Failure hanno omaggiato il film intitolando il loro terzo album Fantastic Planet.